# Anders Lundström (sångare)
Anders Lundström, född 9 juni 1959 i Umeå, är en svensk opera- och körsångare (tenor), sångpedagog och engelsklärare.
Lundström är utbildad vid Musikhögskolan i Piteå och därefter på Operahögskolan i Stockholm. Han debuterade 1991 på Folkoperan i Stockholm som den manliga titelrollen i Simson och Delila. Sedan dess har han sjungit vid operahusen i Sverige och på utländska scener, särskilt i Tyskland. Han var solist på en uppmärksammad inspelning av Eduard Brendlers opera Ryno som gavs ut på Sterling  och framträdde återigen både 2009 och 2011 efter en tids inaktivitet, senast på Norrlandsoperans scen i Alban Bergs Wozzeck som Idioten.
Sedan 2013 är Lundström verksam som konsertsångare, körsångare i Erik Westbergs Vokalensemble och som pedagog vid Midgårdsskolans estetiska gymnasieprogram i Umeå.
Lundström arbetar sedan 2017 som Kormästare/Sångare vid Norrlandsoperan. Han har senast medverkat i NO:s uppsättning av "La Traviata" i rollen som Gastone förutom arbetet som kormästare, och kommer  hösten 2021 att göra rollen som "Kråskrage" i NO:s uppsättning av Milos Vaceks opera "Kejsarens Nya Kläder".Hösten 2022 Gjorde Lundström rollen som ”Spalanzani” i Norrlandsoperans uppsättning av Offenbachs ”Hoffmans Äventyr”. En uppsättning som också sänds i SVT 2 i oktober 2023.
- Sørensen, Inger, Operalexikonet. Stockholm: Forum, 1993, sidan 335. ISBN 91-37-10380-6.

### Webbkällor
- Mogens operasidor: Anders Lundström, tenor